# Gerhard Schultze-Pfaelzer
Gerhard Schultze-Pfaelzer (* 7. Juli 1891 in Darkehmen; † 13. Oktober 1952 in Berlin) war ein deutscher Schriftsteller und politischer Publizist und ein enger Vertrauter des Reichspräsidenten der Weimarer Republik Paul von Hindenburg.

## Leben und Werk

### Privatleben
Schultze-Pfaelzer wurde als Sohn eines evangelischen Pfarrers und Schulrats mit Tätigkeit in Pillupönen (Ostpreußen) geboren. Er studierte Geschichte und Staatswissenschaften in Tübingen, Wien und Leipzig und promovierte in Leipzig mit einer Arbeit über die Philosophie Hegels zum Dr. phil. Während seines Studiums wurde er Mitglied beim Verein Deutscher Studenten Berlin. Danach leistete er seinen Armeedienst im Ersten Weltkrieg aktiv von 1914 bis 1917 ab. Aufgrund eines Unfalls war er ab 1917 bis zum Kriegsende im Bild- und Filmamt tätig. 1914/17 Dr. phil. Die Poesie im Urteil der deutschen Gehaltsästhetik. Von Schelling bis Vischer.
1926 heiratete er zum zweiten Mal, Marie von Kleist, und baute eine Bekanntschaft zum MER- und Intourist-Reiseleiter Nikolaus von Schultz auf.

### Berufliches Wirken
Nach Kriegsende war er zunächst Redakteur bei der Täglichen Rundschau und anschließend Berliner Korrespondent bei der Königsberger Allgemeinen Zeitung. Ab 1922 folgte eine Anstellung bei der Berliner Morgenpost und von 1925 bis zum Bruch mit Alfred Hugenberg war er Chefredakteur der deutsch-nationalen Berliner Zeitung Der Tag (Scherl-Verlag).
Kurz nach seiner Gesprächsrunde mit Vertretern der Schwarzen Front (dokumentiert in Wir suchen Deutschland) reiste Schultze-Pfaelzer im Juni 1931 für zwei Wochen in die Sowjetunion. In seinem Reisebericht (Probefahrt in den Bolschewismus) schreibt er, dass das „russische Riesenexperiment“ nach seiner „täglich festeren Überzeugung gelingen“ werde, doch auf Deutschland sei der Kommunismus der östlichen, traditionell gemeinschaftlich orientierten Welt nicht zu übertragen. Angesichts der damaligen Weltwirtschaftskrise hielt er es für denkbar, dass der Übergang zu einem an die eigenen Verhältnisse angepassten sozialistischen Gesellschafts- und Wirtschaftsprinzipien unvermeidbar werden könnte.
1939 wurde er bei der Deutschen Arbeitsfront angestellt, anschließend war er Kriegsverwaltungsrat im OKW. 1940 erfolgte die Entlassung wegen „staatsabträglicher Äußerungen“. Anschließend war er Lehrer und Mitarbeiter des Deutschen Verlages, wo er die Zeitschrift Koralle betreute.

### Politisches Leben
Schultze-Pfaelzer war von 1919 bis 1920 Mitglied der nationalliberalen Deutschen Volkspartei (DVP), welche als die Stresemann-Partei, nach dem ehemaligen Reichskanzler und Außenminister der Weimarer Republik Gustav Stresemann, bezeichnet wurde. 1931 näherte er sich der sogenannten Schwarzen Front Otto Strassers an, was ihn temporär in eine Gegnerschaft mit Adolf Hitler versetzte.
Im Januar 1932 wurde er Mitglied von NSDAP und SA. Dieser Mitgliedschaft folgte aber bereits im Oktober 1932 ein Parteiausschluss wegen Nichtbetätigung. Die beiden in den Jahren 1930 und 1933 publizierten Bücher Hindenburg. Drei Zeitalter Deutscher Nation und Hindenburg und Hitler zur Führung vereint stehen exemplarisch für die politische Wankelmütigkeit und Sprunghaftigkeit Schultze-Pfaelzers. Während er im ersten Werk Adolf Hitler als „politischen Piraten“ bezeichnete, stellt er im zweiten Werk eine Verbindung zwischen dem „Marschall“ Hindenburg und dem „Gefreiten“ Hitler her, „indem er trotz aller Unterschiede zwischen beiden Männern, Gemeinsamkeiten des Lebensweges sowie der Persönlichkeit“ herausstellt. Weiterhin bezeichnet er Adolf Hitler als den „deutschen Herzenswecker“.
1933–35 wurde er von der NSDAP als „Konjunkturritter“ beschimpft. 1934 war Schultze-Pfaelzer mehrere Monate in Haft, da er nach eigener Darstellung in der Lage war, die Lüge vom Hindenburg-Testament, welches angeblich Adolf Hitler zum Nachfolger empfahl, aufzudecken.
1943 war er zusammen mit seiner Frau und Nikolaus v. Schultz Mitglied einer Widerstandsgruppe, welche einen deutsch-sowjetischen Sonderfrieden anstrebte. Dies führte zu einer zweijährigen Gestapo-Haft und einer Anklage wegen Vorbereitung zum Hochverrat und Feindbegünstigung.

### Leben nach dem Zweiten Weltkrieg
Gerhard Schultze-Pfaelzer trat am 18. Juni 1947 im Nürnberger Kriegsverbrecherprozess gegen Franz von Papen als Zeuge der großen Spruchkammer auf.

## Biographie
- Matthias Heeke: Schultze-Pfaelzer, Gerhard. In: Reisen zu den Sowjets – Der ausländische Tourismus in Russland 1921–41. Mit einem bio-bibliographischen Anhang zu 96 deutschen Reiseautoren. (= Arbeiten zur Geschichte Osteuropas, Bd. 11) Lit Verlag, München, Hamburg und London 2003, S. 618f.
- Gerhard Schultze-Pfaelzer: Wilhelmstraße 73. Berlin 1947 (Roman mit autobiographischen Zügen).
- Gerhard Schultze-Pfaelzer: Kampf um den Kopf. Meine Erlebnisse als Gefangener des Volksgerichtshofes 1943–1945. A. Weichert Verlag Berlin 1948 (Neue Ausgabe mit einem Nachwort von Klaus Drobisch. Lizenzausgabe für den Verlag der Nation Berlin 1977 sowie Röderberg-Verlag Frankfurt/M. 1978 mit freundlicher Genehmigung des A. Weichert-Verlages Hannover).

## Werk

### Monographien
- Der ewige Umsturz, Berlin 1920.
- Insel Ostpreußen, Berlin 1920.
- Propaganda, Agitation, Reklame. Eine Theorie des gesamten Werbewesens, Berlin 1923.
- Wie Hindenburg Reichspräsident wurde, Berlin 1925.
- Politik ohne Phrase, Berlin 1929.
- Von Spa nach Weimar, Leipzig 1929.
- Hindenburg. Drei Zeitalter deutscher Nation, Leipzig 1930.
- Anti-Hitler. Eine unabhängige Zeitbetrachtung, Berlin 1931.
- Wir suchen Deutschland. Ein freier Disput über die Zeitkrise zwischen Gerhard Schultze-Pfaelzer, Otto Strasser, Major Buchrucker und Herbert Blank, Leipzig 1931.
- Probefahrt in den Bolschewismus. Eindrücke und Urteile jenseits von wahr und falsch, Berlin 1931.
- Der unbekannte Bürger, Berlin 1932.
- Deutsche Geschichte 1918–1933, Berlin 1933.
- Deutschland ganz neu. Vademecum durch die Zeitwirren, Berlin 1933.
- Hindenburg und Hitler zur Führung vereint, Berlin 1933.
- Hindenburg. Ein Leben für Deutschland, Berlin 1934.
- Schwarzer Adler. Der Lebensroman Herzog Albrechts, des ersten Preußen, Ebenhausen, 1935.
- Das Jesuitenbuch. Weltgeschichte eines falschen Priestertums, Berlin 1936.
- Die große Grenze. Streifzüge am Rande Europas, Berlin 1937.
- Ein Herz für uns. Roman vom Leben und Sterben des Caspar René Gregory, Berlin 1937.
- Die Luftschmiede von Dessau, Berlin 1938.
- Dorf im Weltgewitter, Berlin 1939.

### Verbannte Bücher
(Bücher, die von den Nationalsozialisten verboten wurden)
- Hindenburg. Drei Zeitalter deutscher Nation. Leipzig 1930.
- Die große Grenze. Streifzüge am Rande Europas. Berlin 1937.

### Archivalien
BA Berlin/BDC: RKK 2100, Box 432, File 12, Schultze-Pfaelzer, Gerhard, 7. Juli 1891; PK Schultze-Pfaelzer; O. 364, S. 14–17; Mitgliedskartei der NSDAP. BA Berlin/ZwArch: ZC 17793.